# Operacja dukielsko-preszowska

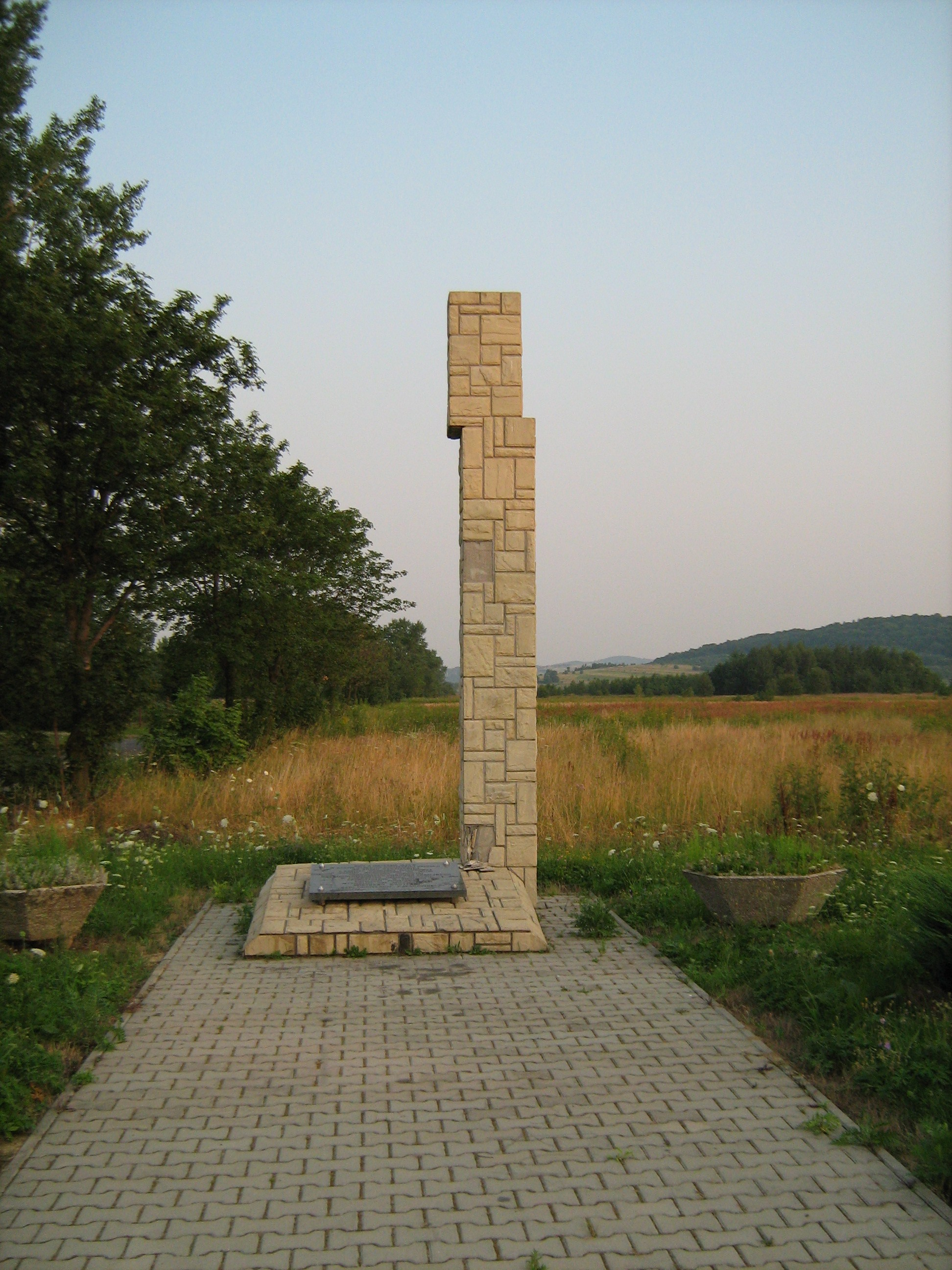
Pomnik w Bóbrce upamiętniający walki toczone w czasie operacji karpacko-dukielskiej.

Operacja dukielsko-preszowska (znana też jako operacja karpacko-dukielska, bitwa o Przełęcz Dukielską, ofensywa dukielska itp., słow. Karpatsko-duklianska operácia) – wielka operacja wojskowa Armii Czerwonej we wrześniu i październiku 1944 r. w okolicach Przełęczy Dukielskiej, od okolic Dukli koło Krosna na północy po Preszów na Słowacji na południu, od okolic Polan na zachodzie po okolice Przełęczy Łupkowskiej na wschodzie.
Od świtu 8 września do 30 listopada 1944 teren ten stał się miejscem walk i pochówku około 99 tys. żołnierzy Armii Czerwonej głównie Ukraińców, Słowaków oraz żołnierzy niemieckich. Straty wojsk sowieckich wyniosły ok. 123 000 zabitych, rannych i zaginionych. Wojska czechosłowackie straciły ok. 6500 żołnierzy, natomiast straty niemieckie i węgierskie szacuje się na prawie 70 000 ludzi. Operację dukielską zaliczono do najbardziej krwawych epizodów II wojny światowej na ziemiach polskich, a jedno z miejsc walk w pobliżu Chyrowej, gdzie toczyła się krwawa bitwa pancerna, nazwano „Doliną Śmierci”.

## Przyczyny i przygotowania
Dowództwo niemieckie ściągnęło tu znaczne siły i umocniło teren, tworząc tzw. „Karpatenfestung” (zob. Linia Arpada). Wojska niemieckie dysponowały 18 dywizjami, w tym 3 pancernymi (w sumie ok. 100 tys. żołnierzy), 350 czołgami i dwoma tysiącami dział. Mimo że czołgi Armii Czerwonej już 22 lipca 1944 dotarły do Korczyny i na przedmieście Krosna, to jednak front zatrzymał się na północ od tego miasta. Niemcy do września mieli czas, aby obsadzić wzgórza i zająć dogodne pozycje.
Słowacja pod władzą nacjonalistycznego ugrupowania ludowców księdza Jozefa Tiso, formalnie niepodległa od 1939 r., była w rzeczywistości w pełni podległa Niemcom, którzy mieli czas i siły, by 29 sierpnia 1944 przekroczyć granicę słowacką i w ciągu paru dni zmusić powstańców słowackich do wycofania się w góry środkowej Słowacji. Dlatego w tej sprawie w Moskwie 31 sierpnia 1944 ambasador emigracyjnego rządu Czechosłowacji zwrócił się do rządu sowieckiego o pomoc militarną.
Dowódca I Frontu Ukraińskiego, marszałek Iwan Koniew, 2 września 1944 otrzymał rozkaz opracowania planu natarcia, który został zaakceptowany. Do operacji dukielsko-preszowskiej wyznaczono 38 Armię gen. Kiryła Moskalenki w składzie dziewięciu dywizji piechoty z I Frontu Ukraińskiego, wspieraną przez I Czechosłowacki Korpus Armijny (d-ca gen. J. Kratochvil zmieniony później przez gen. Svobodę), a od pd. dla wzmocnienia wyznaczono: 25. Korpus Pancerny, l Gwardyjską Armię gen. Andrieja Grieczki z IV Frontu Ukraińskiego (d-ca gen. Iwan Pietrow). Łącznie 120 tys. ludzi, ok. 1700 dział i moździerzy oraz 1000 czołgów.
Plan przewidywał uderzenie w stronę Słowacji. Drugiego dnia natarcia Rosjanie zamierzali osiągnąć szosę Dukla – Nowy Żmigród, natomiast piątego dnia piechota miała być w Muszynie, a kawaleria pancerna w Preszowie na Słowacji.

## Przebieg
W krwawych walkach 8 września została zdobyta Machnówka i Wrocanka, a 10 września Draganowa i Sulistrowa. Po 3 dniach walk, 11 września zdobyto Krosno, po czym rozpoczął się krwawy, wielodniowy bój o Duklę i strategiczne wzgórze Franków (534 m n.p.m.), dominujące nad drogą Dukla - Nowy Żmigród, gdzie Gwardyjska Dywizja Kawalerii gen. Baranowa zastosowała manewr oskrzydlający, wchodząc w dolinę największego ostrzału. W pobliżu Iwli i miejscowości Głojsce rozgorzała bitwa pancerna o drogę Dukla – Nowy Żmigród. Tej akcji towarzyszyło natarcie 2 Czechosłowackiej Brygady Desantowo-Szturmowej na wzgórze Franków od strony trasy leżącej w dolinie. W czasie walk wzgórze trzykrotnie zmieniało zdobywców. Ostatecznie zostało zdobyte przez czechosłowacki oddział por. Sochara. Pozwoliło to na atak: 31 i 4 Gwardyjskiego Korpusu i zdobycie Iwonicza, Lubatowej i Dukli. Dopiero po kilku dniach walk zdobyto 23 września Tylawę i Teodorówkę. Wielodniowe walki trwały o następne wzgórze Chyrowa (695 m n.p.m.), które zdobyto 29 września. Następnego dnia, rozpoczęły się walki o Przełęcz Dukielską w okolicach Barwinka. Korpus Czechosłowacki, posuwając się drogą w dolinie, stracił w niej wszystkie czołgi. Dopiero 6 października 1944, z rana (ok. godz. 8) udało się pierwszym żołnierzom, przekroczyć przełęcz i granicę swojej ojczyzny. Najcięższe walki trwały do 10 października 1944.
Przedsięwzięcie to miało na celu, oprócz zajęcia przełęczy karpackich, przyjście z pomocą rozpoczętemu powstaniu słowackiemu (słow. Slovenské národné povstanie, SNP – powstanie słowackie) – na terenie Słowacji od 29 sierpnia 1944 do 28 października 1944. Dopiero w styczniu 1945 wskutek zimowego natarcia Frontu Ukraińskiego⁣, a nie 38 Armii, Niemcy wycofali się na linię Ondavy. Operacja opóźniła się, chociaż pierwotnie zakładano, że cała akcja przeprowadzona zostanie błyskawicznie. Powstanie zostało po dwóch miesiącach (koniec października 1944) zdławione przez Niemców i armię wierną prezydentowi J. Tiso. Wcześniej powstańcy utworzyli w Bańskiej Bystrzycy ośrodek władzy przeciw kolaboranckiemu rządowi księdza Jozefa Tiso, gdzie urzędowała Słowacka Rada Narodowa skupiająca przedstawicieli wszystkich ugrupowań słowackich i mająca charakter demokratyczny. Powstanie na Słowacji nie przetrwało do czasu nadejścia pomocy, bo walki w rejonie Przełęczy Dukielskiej przedłużały się.

## Skutki
Straty Armii Czerwonej wpłynęły na zatrzymanie również ofensywy w kierunku na Jasło na kilka miesięcy. Niemcy zyskali czas na przygotowanie obrony na tym odcinku i wyburzenie w Jaśle wielu domów.
W ataku na dwa miasta, Duklę i Jasło, Koniew utracił około 130 tys. żołnierzy, a jedynie zdobył Duklę i praktycznie nie uzyskał zamierzonych celów. Dla porównania, w całej kampanii wrześniowej w armii polskiej poległo około 70 tys. żołnierzy, a w operacji „Barbarossa” armie niemieckie, podczas zdobywania: Mińska, Kijowa, Smoleńska utraciły około 118 tys. żołnierzy.
Na terenie prawie przylegającym do obszaru działań, oddział Armii Krajowej złożony z 38 ochotników, 26 lipca 1944 wyzwolił Iwonicz-Zdrój nie ponosząc strat w ludziach i utrzymywał wolne państwo Rzeczpospolitą Iwonicką, aż do wejścia w dniu 20 września 1944 sił Armii Czerwonej.

## Pamiątki
Na Cmentarzu Wojennym w Dukli przy kościele Ojców Bernardynów spoczywa najwięcej z poległych podczas operacji dukielsko-preszowskiej. Znajdują się tu zbiorowe mogiły i pomnik upamiętniający żołnierzy, którzy zginęli w I i w II wojnie światowej.
W wiosce Vyšný Komárnik, po słowackiej stronie przełęczy Dukielskiej, znajduje się cmentarz wraz z pomnikiem upamiętniającym poległych żołnierzy.

## Galeria

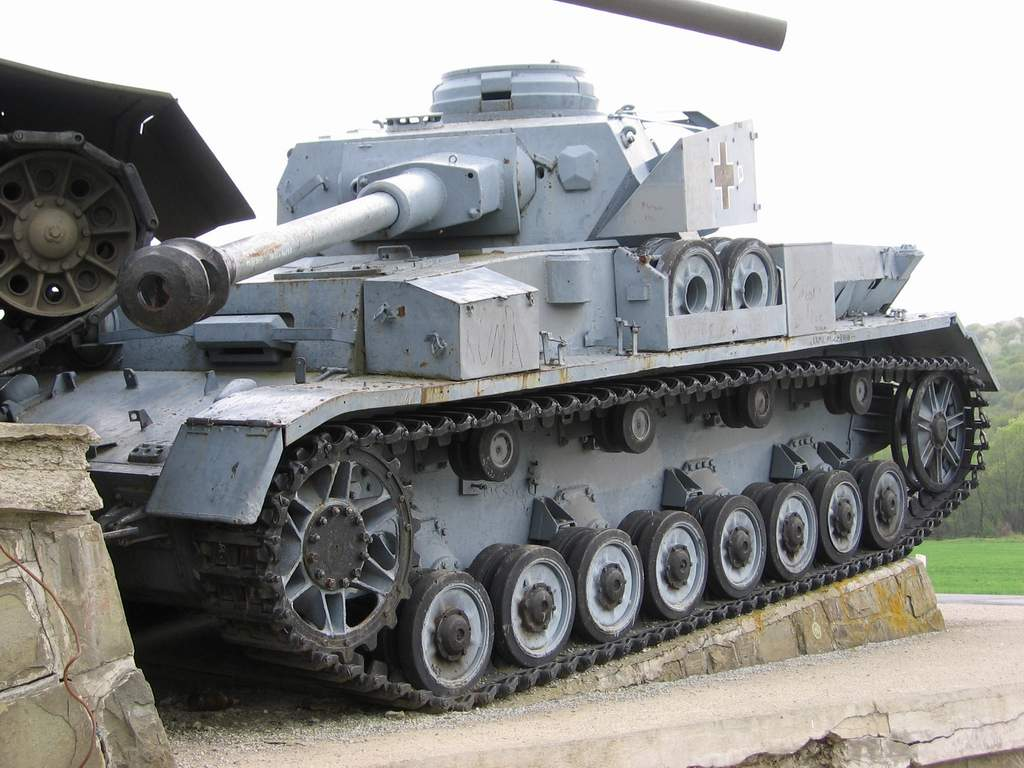
W zbliżeniu część pomnika bitwy w Svidníku – oryginalny czołg PzKpfw IV
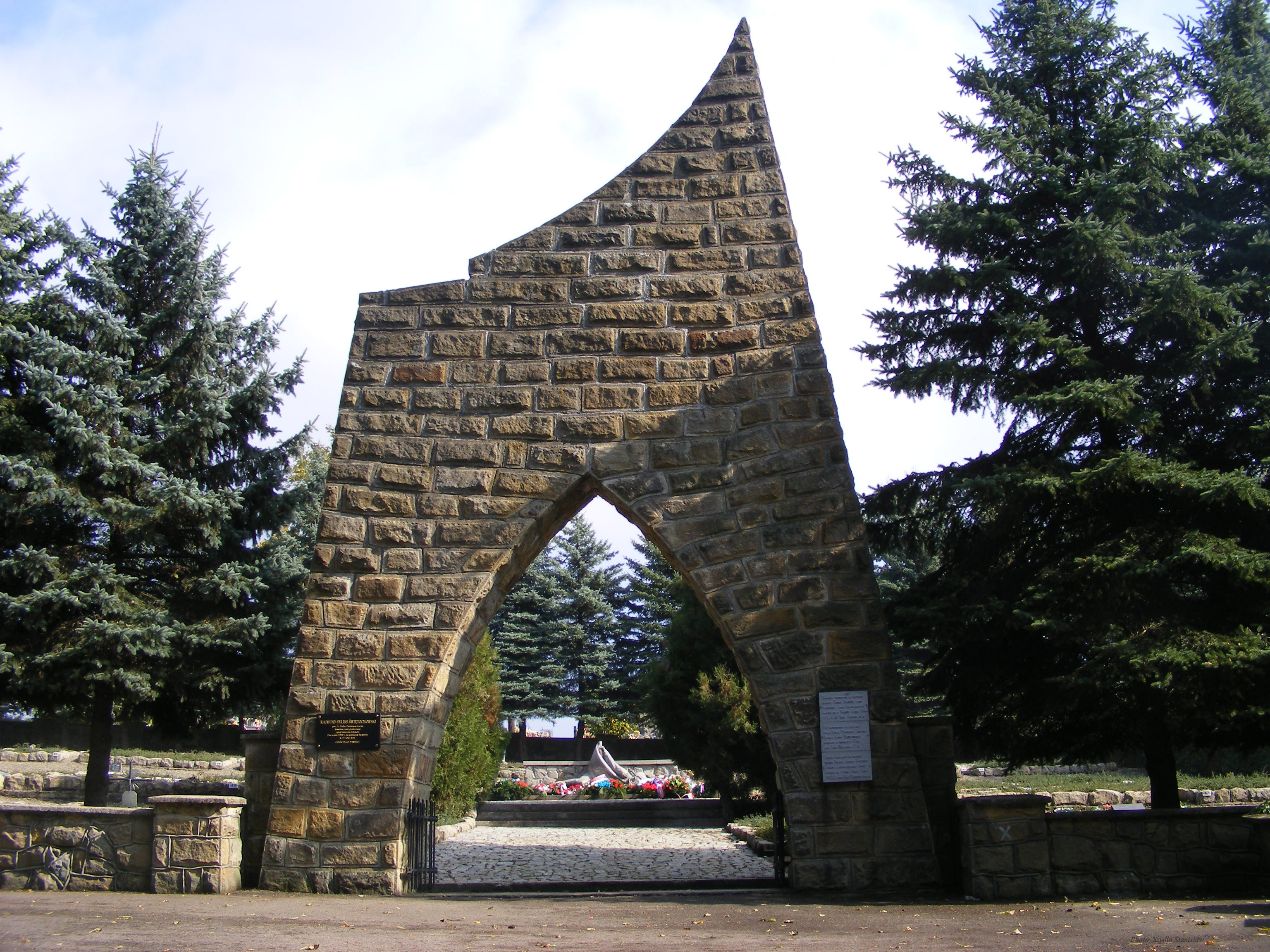
Cmentarz wojskowy w Dukli
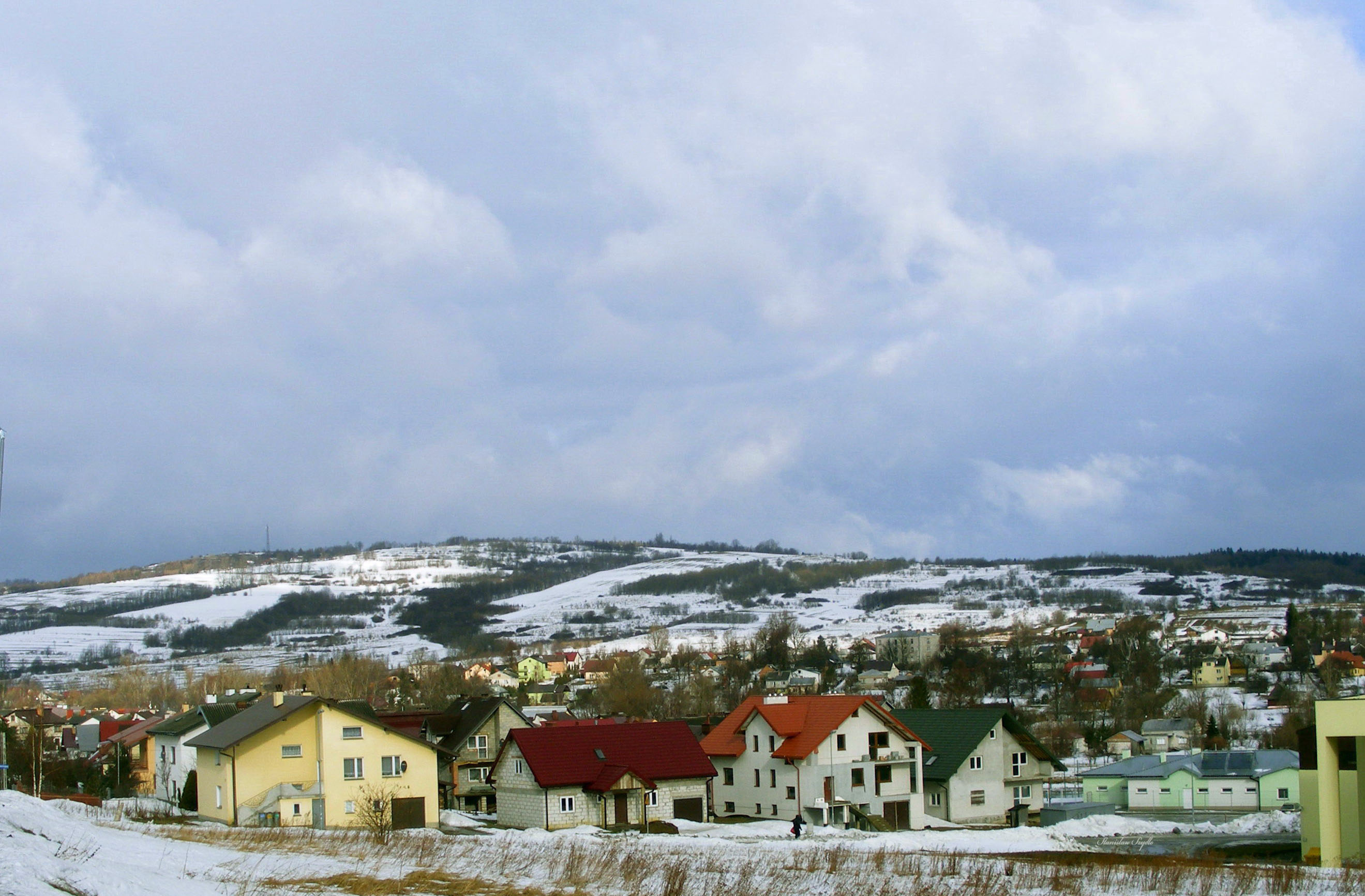
Dukla, widok na wzgórze Franków 534
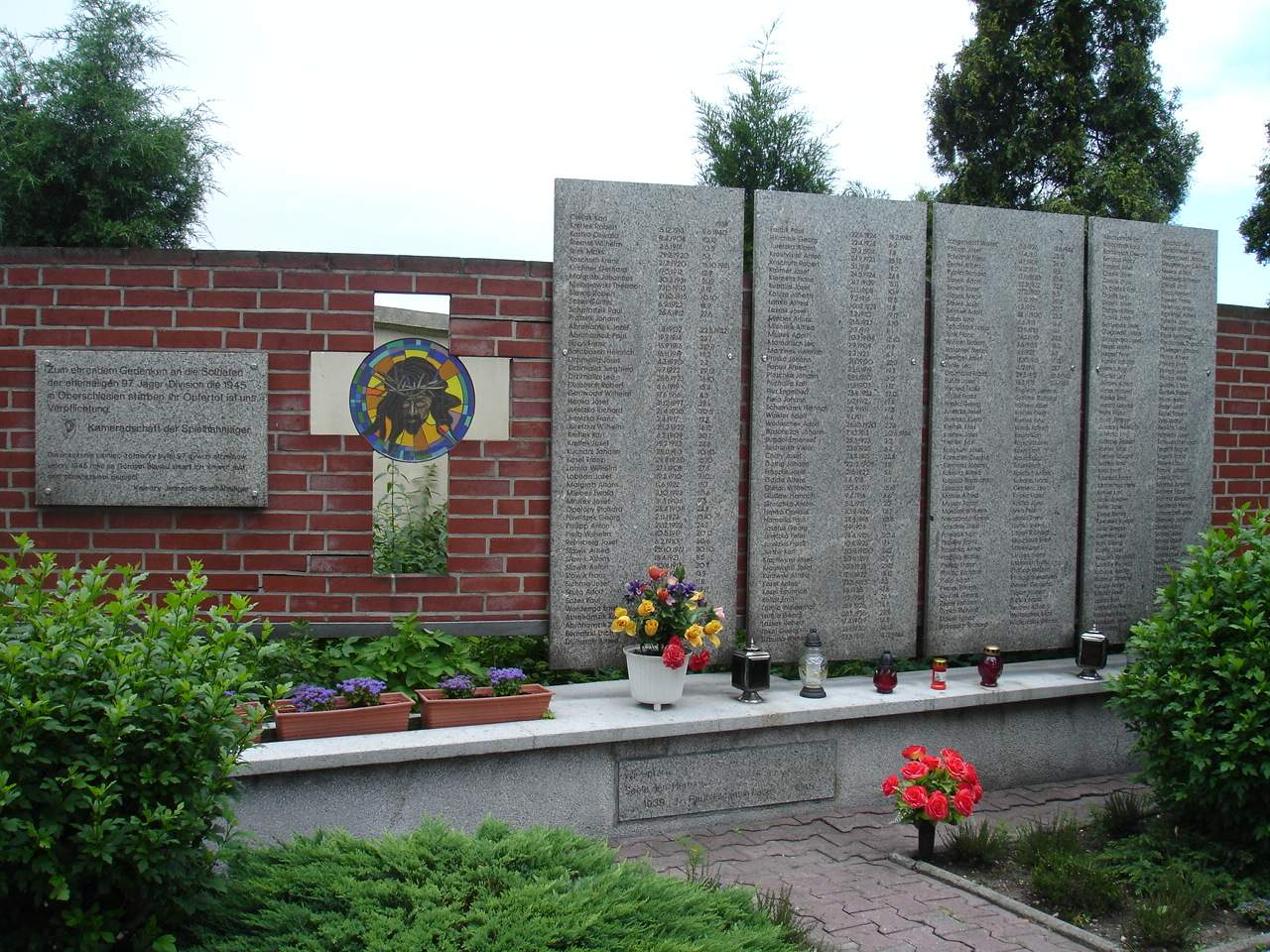
Tablica z nazwiskami kilkudziesięciu żołnierzy 97 Dywizji Strzelców Wehrmachtu z Krzanowic, którzy zginęli w czasie działań wojennych
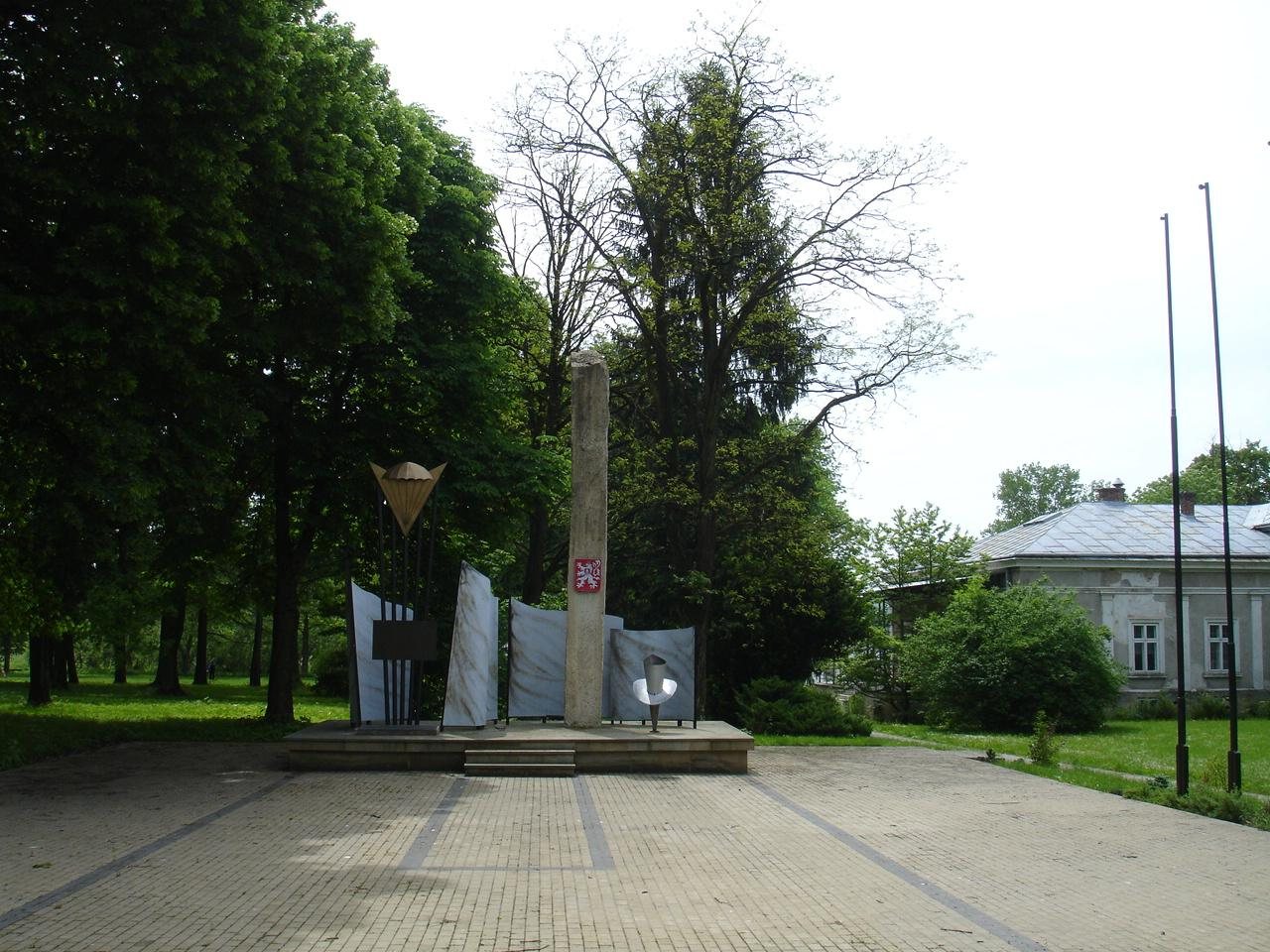
Pomnik 2 Czechosłowackiej Samodzielnej Brygady Spadochronowej w Nowosielcach. Żołnierze tej jednostki brali udział w walkach w powiecie sanockim oraz operacji dukielskiej latem 1944